# Adam Polewka
Adam Polewka (ur. 4 marca 1903 w Krakowie, zm. 1 października 1956 tamże) – polski publicysta, pisarz, tłumacz, lewicowy działacz polityczny, poseł do Krajowej Rady Narodowej, na Sejm Ustawodawczy oraz na Sejm PRL I kadencji.

## Życiorys
Należał do Polskiej Partii Socjalistycznej, a od 1932 do Komunistycznej Partii Polski. Po II wojnie światowej działał w Polskiej Partii Robotniczej i w Polskiej Zjednoczonej Partii Robotniczej.
Absolwent Gimnazjum św. Jacka w Krakowie. W latach 1928–1929 był dyrektorem Teatru Robotniczego w Sosnowcu. Był współtwórcą Teatru Cricot, publikował między innymi w „Gazecie Literackiej”. Jeden z inicjatorów imprezy „Dni Krakowa”. Był również redaktorem dziennika popołudniowego „Echo Krakowa”. Był stypendystą Funduszu Kultury Narodowej we Francji, Belgii i Niemczech. Od 1935 do 1936 był kierownikiem literackim, reżyserem oraz autorem kabaretu „Bury Melonik” w Krakowie.
19 listopada 1939 podpisał oświadczenie pisarzy polskich witające przyłączenie Zachodniej Ukrainy do Ukrainy Radzieckiej.

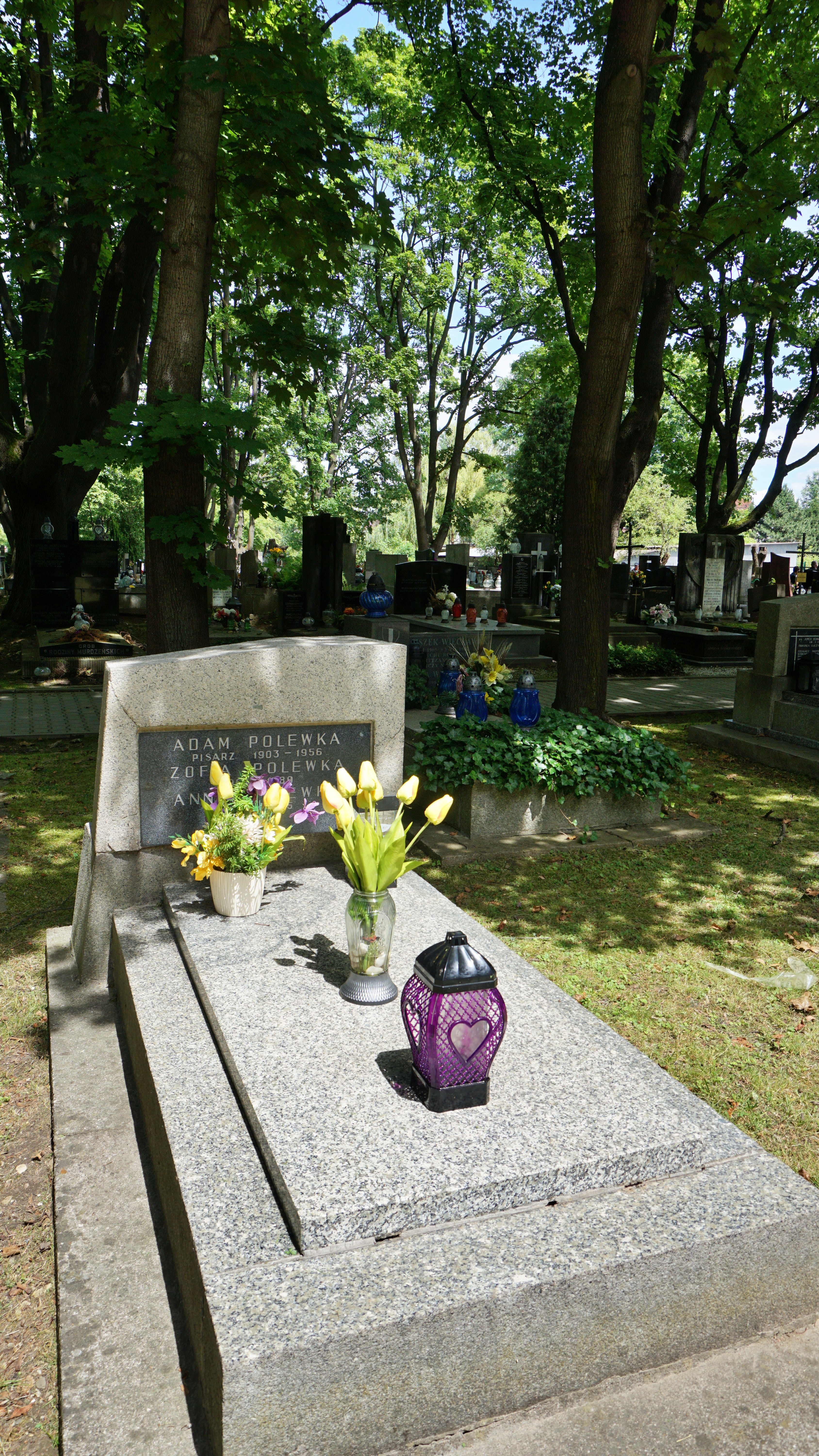
Cmentarz Rakowicki-Aleja Zasłużonych
Grób Adama Polewki

W latach 1947–1954 był wykładowcą krakowskiej Szkoły Dramatycznej. W 1953 podpisał rezolucję ZLP w sprawie procesu krakowskiego.
Został odznaczony Orderem Sztandaru Pracy II klasy, Krzyżem Kawalerskim Orderu Odrodzenia Polski (1946) oraz Medalem 10-lecia Polski Ludowej (1955).
Pochowany został w alei zasłużonych cmentarza Rakowickiego w Krakowie (kwatera LXVII-płd. 2-5).
Imieniem Adama Polewki nazwano jeden z krakowskich parków. Znajdował się on na Krowodrzy, przy ul. Dzierżyńskiego (obecna ul. Lea). Stojący tam pomnik usunięto po 1989, a park uchwałą Rady Miasta Krakowa w 1991 został parkiem im. Wincentego á Paulo.

Jego synowie to Andrzej (1941–2021, lekarz psychiatra) i Jan (ur. 1945, scenograf, reżyser i malarz).

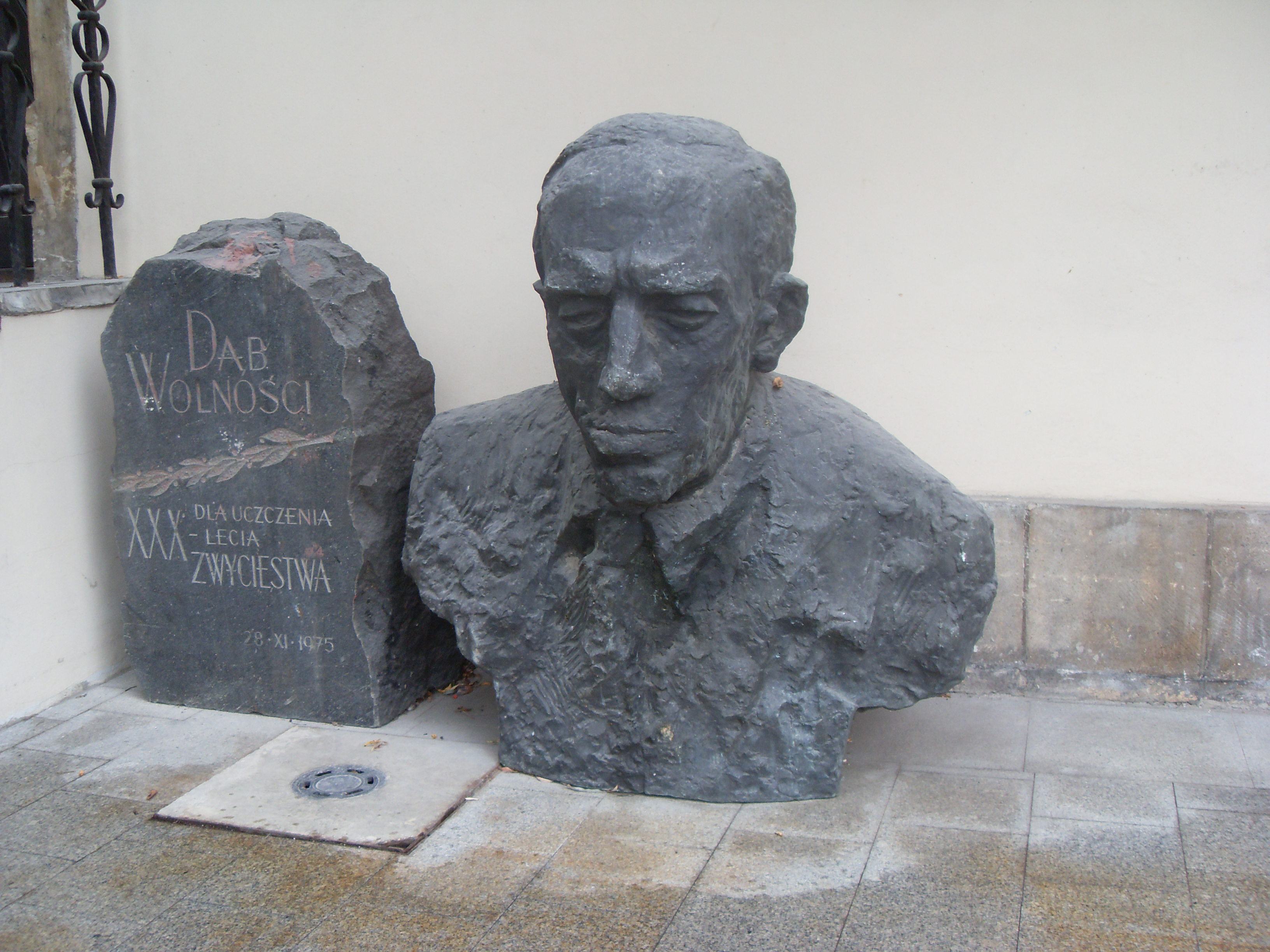
Popiersie Adama Polewki z nieistniejącego już pomnika, który stał w parku jego imienia. Obecnie w lapidarium Domu pod Krzyżem

## Twórczość
- Kocham i nienawidzę – zbiór felietonów
- Igrce w gród walą – widowisko
- przetłumaczył starofrancuską farsę Mistrz Piotr Pathelin